# Stadler Euro 6000
Bei den EURO 6000 handelt es sich um Elektrolokomotiven, die von Stadler Rail im Werk Albuixech in Spanien produziert werden.
Die Euro 6000 sind elektrische Mehrsystemlokomotiven mit der Radsatzfolge Co’Co’. Sie können unter den drei Fahrleitungsspannungen 1,5 sowie 3 kV Gleich- und 25 kV Wechselspannung verkehren und sind für eine Geschwindigkeit von 120 km/h zugelassen. Die Lokomotiven enthalten Komponenten der auch äußerlich ähnlichen Bauart Stadler Eurodual.
In Spanien wurden die Euro 6000 mit der Baureihenbezeichnung 256 eingeordnet.

## Varianten
Lokomotiven dieses Typs sind für den Betrieb auf iberischer Breitspur (1668 mm) und Regelspur (1435 mm) erhältlich.
Die 1668-mm-Variante ist in Spanien zugelassen. Der Einsatz in Portugal ist wegen Problemen mit dem Zugbeeinflussungssystem Convel noch nicht möglich.
Die 1435-mm-Variante ist für den Betrieb in Frankreich, Belgien, Luxemburg und auf den Regelspurstrecken in Spanien sowie für den grenzüberschreitenden Verkehr zwischen den oben genannten Ländern vorgesehen.
Der erste Auftrag für EURO 6000-Lokomotiven wurde im Jahr 2019 von Alpha Trains erteilt.
Optional sind Lokomotiven mit einer Höchstgeschwindigkeit von 160 km/h lieferbar. Ebenfalls optional sind «universelle Drehgestelle», bei denen die Radsätze in einer Werkstatt zum Spurweitenwechsel ausgetauscht werden können.

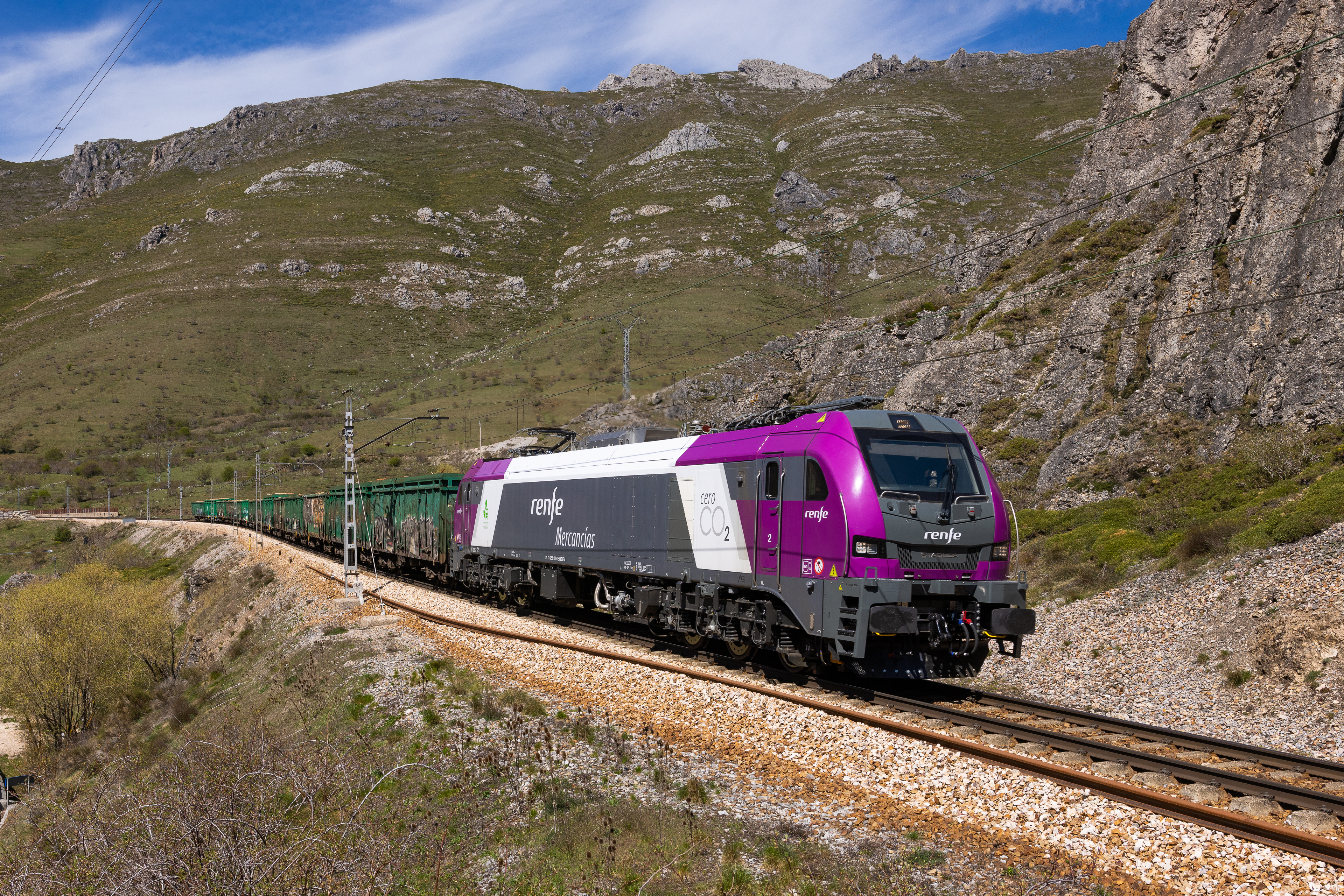
256 102 von Renfe Mercancías mit einem schweren Holzzug am Pajares-Pass

## Einsatz
| Betreiber                 | Vermieter    | Anzahl | Spurweite in mm | Bestelljahr | Auslieferung bis | Beleg         |
| ------------------------- | ------------ | ------ | --------------- | ----------- | ---------------- | ------------- |
| Captrain España           | Alpha Trains | 8      | 1435            | 2018        | 2021             |               |
| Captrain España           | Alpha Trains | 6      | 1668            | 2018        | 2023             |               |
| Transfesa                 | Alpha Trains | 5      | 1435            |             | 2023             | [ 5 ]         |
| Renfe Mercancías          |              | 12     | 1668            | 2020        | 2023             |               |
| Medway                    |              | 16     | 1668            | 2021        | 2024             | [ 6 ]         |
| Continental Rail          | Alpha Trains | 4      | 1668            | 2022        | 2024             | [ 7 ]         |
| Rail & Truck Strait Union | Alpha Trains | 7      | 1668            | 2023        | 2025             | [ 8 ]         |
| Low Cost Rail             | Alpha Trains | 3      | k. A.           | 2023        |                  | [ 9 ]         |
| Captrain España           |              | 8      | k. A.           | 2023        | 2025             | [ 10 ]        |
| RailAdventure             |              | 1      | 1435            | 2023        | 2025             | [ 11 ] [ 12 ] |
|                           | Gesamt       | 70     |                 |             |                  |               |